# Tête Grosse
Tête Grosse est un sommet des Préalpes de Digne se situant entre les communes de Selonnet et Auzet.

## Voie d'accès
On y accède par le sentier de randonnée du Tour des Monges jusqu'au col des Tomples puis par un sentier de petite randonnée.